# Campanya de Desafiament (1952)

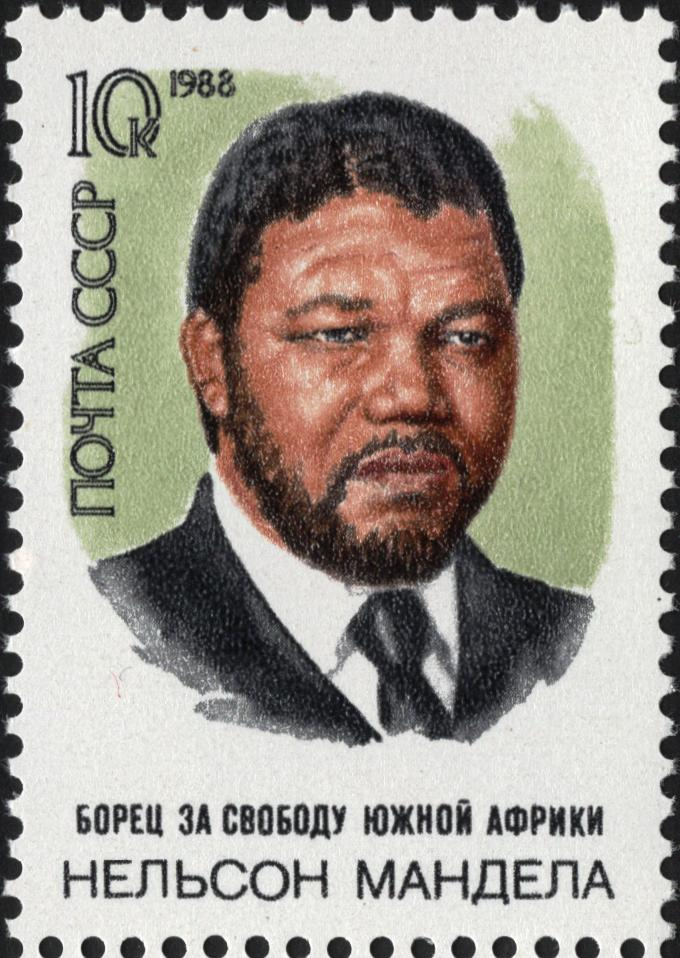
Nelson Mandela, lluitador del moviment d'alliberament de Sud-àfrica, en un segell commemoratiu de la URSS

La Campanya de desafiament contra lleis injustes (Defiance Campaign against unjust laws en anglès), més coneguda en la seva forma abreviada, Campanya de Desafiament, va consistir en un seguit d'accions no violentes com a mostra de rebuig a les lleis apartheid que anava promulgant el govern de Sud-àfrica. La campanya va ser promoguda pel Congrés Nacional Africà (ANC) i el Congrés Indi de Sud-àfrica (SAIC) el 26 de juny de 1952.
La campanya va ser presentada per l'ANC en la conferència realitzada a Bloemfontein el desembre de 1951.

## La campanya
El 1952, el Congrés Nacional Africà va iniciar la Campanya de Desafiament, que a la pràctica implicava la desobediència voluntària i deliberada de les lleis discriminatòries que estava aprovant el govern sud-africà de manera pacífica, basant-se en la doctrina de la no-violència de Gandhi. Aquestes accions pacífiques van incloure, entre d'altres, viatjar en trens exclusius per blancs, entrar a les oficines públiques només per blancs, o entrar en ciutats i barris que es trobaven restringits als negres.
Les persones que van realitzar la campanya eren voluntaris, no oferint cap mena de resistència quan eren arrestats per les forces policials del govern; només el primer dia, van ser arrestats 250 manifestants, alguns d'ells blancs que simpatitzaven amb els ideals de la protesta.
La Campanya va culminar amb una manifestació el 6 d'abril d'aquell any, data del 300è aniversari de la fundació de Ciutat del Cap pel neerlandès Jan van Riebeek i de la primera instal·lació de blancs a Sud-àfrica. Dels 10.000 manifestants, 8.500 varen ser detinguts, incloent-hi Nelson Mandela. La «campanya de desafiament», continuà l'octubre amb manifestacions contra les lleis de segregació i contra els controls obligatoris cap als negres. El govern Malan va modificar llavors la llei sobre la seguretat pública (públic safety act de 1953) autoritzant el poder a suspendre les llibertats individuals, a proclamar l'estat d'urgència i a governar per decrets.

## Conseqüències
La campanya va incrementar substancialment la quantitat d'afiliats al Congrés Nacional Africà, que va passar dels 2.000 membres que tenia l'any 1945 als 100.000 membres durant la campanya.